# Joanna Leszczyńska
Joanna Leszczyńska (Varsavia, 18 dicembre 1988) è una canottiera polacca.

## Palmarès
- Olimpiadi

Rio de Janeiro 2016: bronzo nel 4 di coppia.
- Mondiali

Chungjiu 2013: bronzo nel 4 di coppia.
- Europei

Varese 2012: argento nel 4 di coppia.
Poznań 2015: bronzo nel 4 di coppia.
Brandeburgo 2016: argento nel 4 di coppia.